# 정준 (무술가)
정준(1944년 ~ )은 대한민국의 무술가, 영화 제작자, 배우이다.
1944년 대한민국에서 태어났다. 8세에 태권도 훈련을 시작했다. 국내, 국제적으로 수많은 상을 수상한 뒤 합기도, 유도, 아이키도, 권투 등 다른 형태의 무술을 훈련하기로 결정했다. 1970년대에 로스앤젤레스로 건너가 자신만의 학교를 열고 오늘날까지 운영하고 있다. 필립 리 (배우), 사이먼 리, 로렌조 라마스, 샘 J. 존스, 복싱 레전드 슈거 레이 레너드, 헤더 그레이엄 등 여러 유명인사 제자를 두었다.